# Championnat de la Barbade de football 2015
Navigation
Saison précédente Saison suivante
La saison 2015 du Championnat de la Barbade de football est la quarante-huitième édition de la Premier League, le championnat national à la Barbade. Les dix équipes engagées sont regroupées au sein d'une poule unique où elles s'affrontent à deux reprises. En fin de saison, les deux derniers du classement sont relégués et remplacés par les deux meilleures formations de Division 1.
C'est le club de Barbados Defence Force SC, double tenant du titre, qui remporte à nouveau la compétition cette saison après avoir terminé en tête du classement final, ne devançant Rendezvous FC, promu de D2, qu'à la faveur d'une meilleure différence de buts FC. Il s’agit du cinquième titre de champion de la Barbade de l'histoire du club, le troisième consécutif. Les deux clubs se retrouvent en finale de la Coupe de la Barbade et c'est une nouvelle fois le triple champion qui s'impose.

## Les clubs participants
- Rendezvous FC - Promu de Division 1
- Notre Dame SC
- Silver Sands
- Pride of Gall Hill FC
- Barbados Defence Force SC
- Paradise Football Club
- Brittons Hill FC
- University of the West Indies FC - Promu de Division 1
- Weymouth Wales FC
- Pinelands SC

## Compétition
Le barème de points servant à établir le classement se décompose ainsi :
- Victoire : 3 points
- Match nul : 1 point
- Défaite : 0 point

### Classement
| Rang | Équipe                            | Pts | J  | G  | N | P  | Bp | Bc | Diff |
| ---- | --------------------------------- | --- | -- | -- | - | -- | -- | -- | ---- |
| 1    | Barbados Defence Force SCT C      | 38  | 18 | 12 | 2 | 4  | 48 | 15 | +33  |
| 2    | Rendezvous FCP                    | 38  | 18 | 12 | 2 | 4  | 43 | 20 | +23  |
| 3    | University of the West Indies FCP | 34  | 18 | 10 | 4 | 4  | 38 | 17 | +21  |
| 4    | Weymouth Wales FC                 | 31  | 18 | 8  | 7 | 3  | 36 | 17 | +19  |
| 5    | Brittons Hill FC                  | 30  | 18 | 9  | 3 | 6  | 33 | 30 | +3   |
| 6    | Paradise Football Club            | 23  | 18 | 7  | 2 | 9  | 29 | 31 | -2   |
| 7    | Notre Dame SC                     | 19  | 18 | 6  | 1 | 11 | 24 | 30 | -6   |
| 8    | Pinelands SC                      | 18  | 18 | 5  | 3 | 10 | 27 | 63 | -36  |
| 9    | Pride of Gall Hill FC             | 13  | 18 | 4  | 1 | 13 | 17 | 34 | -17  |
| 10   | Silver Sands                      | 12  | 18 | 3  | 3 | 12 | 17 | 47 | -30  |

|  | Champion de la Barbade 2015                                                         |
|  | Relégation en Division 1                                                            |
|  | T : Tenant du titre C : Vainqueur de la Coupe de la Barbade P : Promu de Division 1 |

## Bilan de la saison
| Championnat de la Barbade de football 2015      |                                      |
| Champion                                        | Barbados Defence Force SC (5e titre) |
| Coupes et trophées                              |                                      |
| Vainqueur de la Coupe de la Barbade 2015        | Barbados Defence Force SC            |
| Qualifications continentales                    |                                      |
| CFU Club Championship 2016                      | Aucun                                |
| Promotions et relégations                       |                                      |
| Promus en Championnat de la Barbade de football | Belfield FC                          |
| Promus en Championnat de la Barbade de football | Empire FC                            |
| Relégués en Division 1                          | Pride of Gall Hill FC                |
| Relégués en Division 1                          | Silver Sands                         |